# Gammarus locusta
Crevettine
Pour les articles homonymes, voir Gammarus et Locusta.
Espèce
Statut de conservation UICN

 LC  : Préoccupation mineure
Gammarus locusta, la Crevettine, est une espèce de crustacés malacostracés amphipodes marins, de la famille des Gammaridés.

## Description et habitat
Le mâle atteint 2 cm et la femelle 1,5 cm. La coloration est très variable : brunâtre à verdâtre avec des taches roses sur les flancs. Abonde le long des côtes atlantiques françaises (de la Normandie à la Charente-Maritime) sous les algues, les roches.